# Arrade samoënsis
Arrade samoënsis là một loài bướm đêm trong họ Erebidae.